# Brasil Tennis Cup 2013
Il Brasil Tennis Cup 2013 è stato un torneo di tennis giocato sul cemento. È stata la 1ª edizione del torneo che fa parte della categoria International nell'ambito del WTA Tour 2013. Si è giocati a Florianópolis in Brasile dal 23 febbraio al 2 marzo 2013.

## Partecipanti

### Teste di serie
| Giocatrice  | Nazionalità             | Ranking* | Testa di serie |
| ----------- | ----------------------- | -------- | -------------- |
| Stati Uniti | Venus Williams          | 21       | 1              |
| Kazakistan  | Jaroslava Švedova       | 32       | 2              |
| Belgio      | Kirsten Flipkens        | 34       | 3              |
| Sudafrica   | Chanelle Scheepers      | 58       | 4              |
| Slovacchia  | Magdaléna Rybáriková    | 59       | 5              |
| Spagna      | Anabel Medina Garrigues | 61       | 6              |
| Francia     | Kristina Mladenovic     | 63       | 7              |
| Germania    | Annika Beck             | 65       | 8              |

* Ranking al 18 febbraio 2013.

### Altre partecipanti
Giocatrici che hanno ricevuto una Wild card:
- Maria Fernanda Alves
- Paula Cristina Gonçalves
- Beatriz Haddad Maia

Giocatrici passate dalle qualificazioni:

- Kristina Barrois
- Beatriz García Vidagany
- Hsu Chieh-yu
- María Irigoyen
- Tereza Mrdeža
- Adriana Pérez

## Campionesse

### Singolare
Monica Niculescu ha sconfitto  Ol'ga Alekseevna Pučkova per 6-2, 4-6, 6-4.

### Doppio
Anabel Medina Garrigues /  Jaroslava Švedova hanno sconfitto in finale  Anne Keothavong /  Valerija Savinych per 6-0, 6-4.